# Pseudoleucopis comperei
Pseudoleucopis comperei är en tvåvingeart som beskrevs av Tanasijtshuk 1996. Pseudoleucopis comperei ingår i släktet Pseudoleucopis och familjen markflugor. Inga underarter finns listade i Catalogue of Life.